# Tracey Adams
Deborah Blaisdell (Annapolis, Maryland; 6 de junio de 1958), más conocida como Tracey Adams, es una ex actriz pornográfica estadounidense.

## Carrera
Realizó su actividad artística durante dieciséis años, desde 1983 hasta 1999. Filmó más de 200 películas, muchas de ellas con las leyendas del cine porno de su tiempo.

## Retiro
En 2000 se retiró completamente de los negocios. Actualmente vive retirada y tiene una existencia muy confortable, sin planes de volver a la industria del cine para adultos.

## Premios
- AVN Hall of Fame Inductee
- XRCO Hall of Fame Inductee
- Legends of Erotica Hall of Fame Inductee
- AVN 1988 Best Couples Sex Scene - Video por Made In Germany
- AVN 1990 Best Tease Performance por Adventures of Buttman